# Curzon (Vendeia)
Curzon é uma comuna francesa na região administrativa da Pays de la Loire, no departamento de Vendéia. Estende-se por uma área de 5,9 km². Em 2010 a comuna tinha 533 habitantes (densidade: 90,3 hab./km²).